# دونكان شيرر
دونكان شيرر (بالإنجليزية: Duncan Shearer)‏ (28 أغسطس 1962 في المملكة المتحدة - ) هو لاعب كرة قدم بريطاني في مركز الهجوم. شارك مع منتخب اسكتلندا لكرة القدم. أما مع النوادي، فقد لعب مع بلاكبيرن روفرز وتشيلسي وسويندون تاون ونادي أبردين ونادي إنفرنيس وهدرسفيلد تاون وكلاكناكودين ‏.

## وصلات خارجية
- دونكان شيرر على موقع الاتحاد الأوربي (الإنجليزية)
- دونكان شيرر على موقع الاتحاد الإسكتلندي (الإنجليزية)
- دونكان شيرر على موقع قاعدة بيانات كرة القدم.إي يو (الإنجليزية)
- دونكان شيرر على موقع ناشيونال فوتبول تيمز (الإنجليزية)
- دونكان شيرر على موقع Soccerbase.com (لاعب) (الإنجليزية)
- دونكان شيرر على موقع عالم كرة القدم.نت (الإنجليزية)